# ERS 5
ERS 5 fue un satélite artificial del Departamento de Defensa de los Estados Unidos lanzado el 9 de mayo de 1963 mediante un cohete Atlas desde Point Arguello junto con otros dos satélites.

## Objetivos
ERS 5 fue utilizado para estudiar el efecto de la presión de radiación solar en las características orbitales (excentricidad, período, altura...). También llevaba un experimento dedicado al estudio de la degradación de células solares en el entorno espacial, devolviendo datos durante los primeros 92 días en órbita. 

## Características
ERS 5 tenía forma de esfera de 0,31 m de diámetro.